# Abu Zayd Hasan al-Sirafi (grammairien)
Ne doit pas être confondu avec Abu Zayd Hasan al-Sirafi (géographe).
Abū Zayd Ḥasan al-Sīrāfī (en arabe : أبو زيد حسن السيرافي) est un grammairien arabe ou iranien, célèbre pour son commentaire du livre de Sîbawayh.

## Postérité
Dans un débat philosophique littéraire apocryphe rapporté par Yakout, Abu Zayd tient (ou on lui fait tenir), sous couvert d'arguties linguistiques, le rôle d'un agressif contempteur de la philosophie des Grecs, allant jusqu'à prétendre que ce peuple et sa langue ont disparu.
Ce débat, censé se dérouler à Bagdad en 932 en présence du vizir Ibn al-Furat, portait sur la valeur du formalisme logique des Grecs et sa capacité à s'adapter à la langue arabe. Selon Margoliouth, le caractère historique du débat résiste bien à l'épreuve, et l'attaque contre les philosophes qu'il illustre dura longtemps (ainsi au XIIIe siècle Ibn al-Athîr affirmait l'inutilité des traités d'Avicenne).